# Los Momentos Tour
Los Momentos Tour es la quinta gira musical de la cantante mexicana Julieta Venegas con el fin de promocionar su sexto álbum de estudio Los Momentos. La gira incluye países de Europa, Norteamérica, Sudamérica y Centroamérica. Comenzó el 1 de marzo de 2013 en Pamplona, España. En esta gira presenta por primera vez en vivo el álbum en la ciudad de Pamplona en el Auditorio Baluarte el día 2 de marzo de 2013. Continuo con una presentación en Zúrich, Suiza y por 3 ciudades españolas.
Posteriormente, se presentó en el Festival Cumbre Tajín en Papantla, Veracruz. Para continuar con la promoción en México se presentó en la ciudad de Guadalajara en el Básico 40 GDL donde realizó un concierto para 300 personas y en la Ciudad de Puebla. Siguiendo con la promoción del álbum, donde fue lanzado a partir del 9 de abril en Estados Unidos, Julieta dio un concierto acústico gratis en Amoeba Music Hollywood y 18 de abril en The Mayan - La Tocada en Los Ángeles, California, Estados Unidos.

A finales del mes de mayo y principios de junio, Julieta dará shows en Sudamérica, en ciudades de 7 ciudades brasileñas, siendo la misma cantidad de concierto de la banda mexicana de pop RBD, en el momento más exitoso de su carrera. Siguiendo en las ciudades argentinas del Rosario y Buenos Aires. En Talca y Santiago en Chile. A finales de junio, dará dos conciertos en México en la feria nacional de Durango y en Ecatepec en el Estado de México. En julio después de dos años Venegas dará 3 presentaciones en Perú.
Para el verano, se presentará en la ciudad de Nueva York junto a Carla Morrison y Alex Anwadtler en Central Park. Vuelve a Europa para promocionar el álbum en Berlín, Alemania, en Paris y Pau, Francia y en 6 ciudades españolas. Para después presentarse en varias ciudad del estado de California como San Francisco y Los Ángeles. Después a finales de septiembre dará un show en Las Vegas, Nevada en los Estados Unidos El 5 de septiembre Venegas se presentará en El Plaza Condesa de la Ciudad de México. Para después dar comienzo a la gira mundial de Los Momentos Tour.

## Listado de canciones
| 2013 |
| --- |
| 1. Hoy 2. Bien o Mal 3. Sería Feliz 4. Limón Y Sal 5. Porque? 6. No Hace Falta 7. Eres Para Mi 8. Te Vi 9. Lento 10. Ilusion 11. Algún Día 12. Despedida 13. Un Lugar 14. Los Momentos 15. Vuelve 16. Canciones de Amor 17. Un Poco de Paz 18. Nada Importante 19. Sin Documentos 20. Me Voy 21. El Presente 22. Algo Está Cambiando 23. Andar Conmigo 24. Esta Vez |

## Fechas
| Los Momentos Tour        |                  |                |                                                    |
| Fecha                    | Ciudad           | País           | Lugar                                              |
| Europa                   |                  |                |                                                    |
| 1 de marzo de 2013       | Barcelona        | España         | L'Auditori                                         |
| 2 de marzo de 2013       | Pamplona         | España         | Palacio de Congresos El Baluarte                   |
| 5 de marzo de 2013       | Zürich           | Suiza          | Volkshaus                                          |
| 7 de marzo de 2013       | Madrid           | España         | Joy Eslava                                         |
| 8 de marzo de 2013       | Guetaria         | España         | Museo Balenciaga                                   |
| 9 de marzo de 2013       | Burgos           | España         | El Hangar                                          |
| América del Norte        |                  |                |                                                    |
| 25 de marzo de 2013      | Papantla         | México         | Festival Cumbre Tajín                              |
| 9 de abril de 2013       | Guadalajara      | México         | Teatro Estudio Cavaret                             |
| 16 de abril de 2013      | Los Ángeles      | Estados Unidos | Amoeba Music - Hollywood                           |
| 18 de abril de 2013      | Los Ángeles      | Estados Unidos | The Mayan - La Tocada                              |
| 26 de abril de 2013      | Puebla           | México         | Recinto Ferial de Puebla                           |
| 2 de mayo de 2013        | Monterrey        | México         | Showcase                                           |
| América del Sur          |                  |                |                                                    |
| 23 de mayo de 2013       | Curitiba         | Brasil         | Teatro Guaíra                                      |
| 25 de mayo de 2013       | Porto Alegre     | Brasil         | Auditorio Araújo Vianna                            |
| 27 de mayo de 2013       | São Paulo        | Brasil         | Teatro Bradesco                                    |
| 28 de mayo de 2013       | Río de Janeiro   | Brasil         | Teatro Bradesco Río                                |
| 29 de mayo de 2013       | Río de Janeiro   | Brasil         | Teatro Bradesco Río                                |
| 31 de mayo de 2013       | Belo Horizonte   | Brasil         | Teatro SESC Palladium                              |
| 1 de junio de 2013       | Recife           | Brasil         | Teatro UFPE                                        |
| 5 de junio de 2013       | Rosario          | Argentina      | City Center                                        |
| 7 de junio de 2013       | Buenos Aires     | Argentina      | Teatro Gran Rex                                    |
| 9 de junio de 2013       | Santiago         | Chile          | Teatro Caupolicán                                  |
| 10 de junio de 2013      | Talca            | Chile          | Teatro Regional del Maule                          |
| América del Norte        |                  |                |                                                    |
| 29 de junio de 2013      | Durango          | México         | Feria Nacional de Durango                          |
| 30 de junio de 2013      | Ecatepec         | México         | Plaza Las Américas Ecatepec                        |
| América del Sur          |                  |                |                                                    |
| 4 de julio de 2013       | Arequipa         | Perú           | Palacio Metropolitano de Bellas Artes              |
| 5 de julio de 2013       | Cusco            | Perú           | Jardín de La Cerveza                               |
| 6 de julio de 2013       | Lima             | Perú           | Scencia La Molina                                  |
| América del Norte        |                  |                |                                                    |
| 13 de julio de 2013      | Nueva York       | Estados Unidos | Central Park                                       |
| Europa                   |                  |                |                                                    |
| 18 de julio de 2013      | Berlín           | Alemania       | Wassermusik Festival                               |
| 22 de julio de 2013      | París            | Francia        | Cabaret Sauvage                                    |
| 24 de julio de 2013      | Pau              | Francia        | Emmaus Festival                                    |
| 26 de julio de 2013      | Zaragoza         | España         | Anfiteatro Expoteatro Expo                         |
| 27 de julio de 2013      | Cartagena        | España         | Auditorio Parque Torres                            |
| 3 de agosto de 2013      | Cambados         | España         | Plaza de Fefiñanes                                 |
| 4 de agosto de 2013      | Lloret de Mar    | España         | Costa Music Festival                               |
| 9 de agosto de 2013      | Santander        | España         | Escenario Santander                                |
| 10 de agosto de 2013     | Gijón            | España         | Playa de Poniente                                  |
| 11 de agosto de 2013     | San Sebastián    | España         | Explanada de Sagües                                |
| América del Norte        |                  |                |                                                    |
| 5 de septiembre de 2013  | Ciudad de México | México         | El Plaza Condesa                                   |
| 14 de septiembre de 2013 | Zacatecas        | México         | FENAZA                                             |
| 15 de septiembre de 2013 | Ciudad de México | México         | Coyoacán                                           |
| 18 de setiembre de 2013  | Anaheim          | Estados Unidos | House of Blues                                     |
| 19 de septiembre de 2013 | San Diego        | Estados Unidos | House of Blues                                     |
| 20 de sepriembe de 2013  | Ventura          | Estados Unidos | Ventura Theater                                    |
| 25 de septiembre de 2013 | Los Ángeles      | Estados Unidos | House of Blues                                     |
| 27 de septiembre de 2013 | Fresno           | Estados Unidos | Rainbow Ballroom                                   |
| 28 de septiembre de 2013 | San Francisco    | Estados Unidos | Warfield                                           |
| 29 de septiembre de 2013 | Las Vegas        | Estados Unidos | House of Blues                                     |
| 2 de octubre de 2013     | Xalapa           | México         | Hay Festival 2013                                  |
| 4 de octubre de 2013     | Miami            | Estados Unidos | The Fillmore                                       |
| 5 de octubre de 2013     | Boston           | Estados Unidos | Wonderland Ballroom                                |
| 7 de octubre de 2013     | Nueva York       | Estados Unidos | Irving Plaza                                       |
| 10 de octubre de 2013    | Washington D. C. | Estados Unidos | The Fillmore                                       |
| 12 de octubre de 2013    | Chicago          | Estados Unidos | Condor Music Hall                                  |
| 13 de octubre de 2013    | Charlotte        | Estados Unidos | Festival Latinoamericano                           |
| 17 de octubre de 2013    | Tucson           | Estados Unidos | Rialto Theatre                                     |
| 18 de octubre de 2013    | Phoenix          | Estados Unidos | Comerica Theatre                                   |
| 19 de octubre de 2013    | El Paso          | Estados Unidos | Southwest Universsity                              |
| 23 de octubre de 2013    | Dallas           | Estados Unidos | House of Blues                                     |
| 24 de octubre de 2013    | Houston          | Estados Unidos | House of Blues                                     |
| 26 de octubre de 2013    | McAllen          | Estados Unidos | MacAllen Civic Center                              |
| 27 de octubre de 2013    | Guadalajara      | México         | Calle 2 (Rock y Vida Concierto)                    |
| 9 de noviembre de 2013   | Monterrey        | México         | Parque Fundidora (Pa'l Norte Music Fest Monterrey) |
| América del Sur          |                  |                |                                                    |
| 15 de noviembre de 2013  | Caracas          | Venezuela      | Anfiteatro del CentroSambil                        |
| América del Norte        |                  |                |                                                    |
| 17 de noviembre de 2013  | Tepoztlán        | México         | Plaza Torres                                       |
| 22 de noviembre de 2013  | Tijuana          | México         | Black Box                                          |
| 29 de noviembre de 2013  | Pachuca          | México         | Recinto Ferial Pachuca (ITLA FEST -Pachuca)        |
| América del Sur          |                  |                |                                                    |
| 23 de enero de 2014      | Temuco           | Chile          | Hotel Casino Dreams                                |
| 24 de enero de 2014      | Puerto Varas     | Chile          | Hotel Casino Dreams                                |
| 25 de enero de 2014      | Valdivia         | Chile          | Costanera                                          |
| 28 de enero de 2014      | Iquique          | Chile          | Casino Dreams                                      |
| 30 de enero de 2014      | Rancagua         | Chile          | Arena Monticello                                   |
| 2 de febrero de 2014     | Córdoba          | Argentina      | Villa María (Festival de Las Peñas)                |
| América del Norte        |                  |                |                                                    |
| 22 de febrero de 2014    | Isla Mujeres     | México         | POC-NA HOSTEL                                      |
| 1 de marzo de 2014       | Puebla           | México         | Complejo Cultural Universitario                    |
| 18 de marzo de 2014      | New York         | Estados Unidos | Stage 48 JD Sala Siete                             |
| 19 de marzo de 2014      | Miami            | Estados Unidos | Grand Central JD Sala Siete                        |
| 21 de marzo de 2014      | San Antonio      | Estados Unidos | Backstage Live JD Sala Siete                       |
| 23 de marzo de 2014      | Houston          | Estados Unidos | Bayou Music Center                                 |
| 25 de marzo de 2014      | Chicago          | Estados Unidos | Metro JD Sala Siete                                |
| 27 de marzo de 2014      | Los Ángeles      | Estados Unidos | The Fonda Theater JD Sala Siete                    |
| 28 de marzo de 2014      | Dallas           | Estados Unidos | Gilley's JD Sala Siete                             |
| 30 de marzo de 2014      | Ciudad de México | México         | Foro Sol (Vive Latino)                             |
| América Central          |                  |                |                                                    |
| 5 de abril de 2014       | San Juan         | Puerto Rico    | Bahía Urbana                                       |
| América del Norte        |                  |                |                                                    |
| 6 de abril de 2014       | Orlando          | Estados Unidos | House of Blues                                     |
| 17 de abril de 2014      | Oceanside        | Estados Unidos | Show Place                                         |
| 18 de marzo de 2014      | Riverside        | Estados Unidos | Municipal Auditorium                               |
| 19 de abril de 2014      | Denver           | Estados Unidos | Gothic Theater                                     |
| 23 de abril de 2014      | Cuernavaca       | México         | Zócalo de Morelos                                  |
| 25 de abril de 2014      | Tijuana          | México         | CECUT                                              |
| 26 de abril de 2014      | Tijuana          | México         | CECUT                                              |
| 27 de abril de 2014      | Sacramento       | Estados Unidos | Ace of Spades                                      |
| 1 de mayo de 2014        | Salt Lake City   | Estados Unidos | Infinity Event Center                              |
| 2 de mayo de 2014        | Anaheim          | Estados Unidos | House of Blues                                     |
| 9 de mayo de 2014        | Monterrey        | México         | Arena Monterrey                                    |
| 10 de mayo de 2014       | Austin           | Estados Unidos | Pachanga Latina Music Fest                         |
| 15 de mayo de 2014       | Ciudad de México | México         | Teatro Metropólitan (Childrens Fest)               |
| América del Sur          |                  |                |                                                    |
| 19 de mayo de 2014       | São Paulo        | Brasil         | Teatro Bradesco                                    |
| 20 de mayo de 2014       | Recife           | Brasil         | Teatro Riomar                                      |
| 21 de mayo de 2014       | Natal            | Brasil         | Teatro Riachuelo                                   |
| 23 de mayo de 2014       | Río de Janeiro   | Brasil         | Miranda                                            |
| 24 de mayo de 2014       | Río de Janeiro   | Brasil         | Miranda                                            |
| 25 de mayo de 2014       | Porto Alegre     | Brasil         | Araujo Vianna                                      |
| América del Norte        |                  |                |                                                    |
| 30 de mayo de 2014       | Oxnard           | Estados Unidos | Ruby's Night Club                                  |
| 31 de mayo de 2014       | San José         | Estados Unidos | Club Milano                                        |
| 5 de junio de 2014       | Puebla           | México         | Complejo Cultural Universitario                    |
| Somos América A^         |                  |                |                                                    |
| América del Norte        |                  |                |                                                    |
| 26 de septiembre de 2014 | Toluca           | México         | Foro Pegaso                                        |
| 3 de octubre de 2014     | Tijuana          | México         | Parque Morelos                                     |
| 24 de octubre de 2014    | Puebla           | México         | Estadio Zaragoza                                   |
| 25 de octubre de 2014    | Aguascalientes   | México         | Valerio Expoplaza                                  |
| Los Momentos Tour        |                  |                |                                                    |
| América del Norte        |                  |                |                                                    |
| 27 de octubre de 2014    | Torreón          | México         | Plaza Mayor (Festival Julio Torri)                 |

### Conciertos cancelados y/o reprogramados
| Fecha              | Ciudad, País       | Lugar                              | Motivo |
| ------------------ | ------------------ | ---------------------------------- | --- |
| 2 de abril de 2014 | Cuernavaca, México | Zócalo de Morelos (Plaza de Armas) | El 1 de abril de 2014 se realizaría una marcha contra la inseguridad, así que el gobierno del Morelos y Julieta Venegas tomaron la decisión de cancelar el evento para que no se tomara como una forma de interferir en la libre expresión de los morelenses. Cambiando la fecha para el 23 de abril de 2014 . |

Notas
- A^.Gira con Los Tigres del Norte, Molotov, Panteón Rococó, Kinky, Hello Seahorse!, Los Amigos Invisibles, Zurdok y A Band of Bitches.